# Gare centrale de Varsovie
La gare centrale de Varsovie (en polonais : Warszawa Centralna), est la principale gare ferroviaire de Varsovie, en Pologne. Elle est située dans l'arrondissement de Śródmieście, Aleje Jerozolimskie n°54, entre Aleja Jana Pawła II et Ulica Emilii Plater (pl), au-dessus du Tunel średnicowy (pl) reliant la Gare de Varsovie-Est et Gare de Varsovie Ouest.

## Histoire
La gare était un projet emblématique de la République populaire de Pologne durant les années 1970, et avait pour but de remplacer la gare de Varsovie-Główna (en).
Elle fut construite de 1972 à 1975, sous la direction de l'architecte Arseniusz Romanowicz.
La gare a été enregistrée comme monument historique de l'architecture moderne en 2019.